# Raymond Deflin
Raymond Deflin, Marie Edmond Victor Raymond Deflin, ps. Baron des Olivettes (ur. 12 lipca 1884 w Saint-Dié, zm. w styczniu 1969 w Nicei) – francuski prawnik, urzędnik konsularny i bojownik ruchu oporu. 

## Życiorys
Ukończył studia prawnicze. W 1908 wstąpił do francuskiej służby zagranicznej - był wicekonsulem w Hamburgu (1909-1911), kier. wicekonsulatu w Gdańsku (1911-1913) i wicekonsulem/sekretarzem w Budapeszcie (1913-1916). Wziął udział w działaniach I wojny światowej w składzie 170 Pułku Piechoty Épinal; pod Verdun wzięty do niewoli (1916-1918). Następnie ponownie w resorcie spraw zagranicznych - piastował funkcję sekretarza w Bazylei (1918-1920) i Luksemburgu (1920-), a następnie konsula w San José, w Gdańsku (1931-1934) i Charleroi (1940). Aktywnie uczestniczył we francuskim ruchu oporu (1942-1943), również jako komendant organizacji Wyzwolenie-Północ (Libération-Nord) w Wandei (1943). Aresztowany przez policję francuską w 1943, torturowany przez Gestapo i umieszczony w obozie w Buchenwaldzie (1944-1945). Po wojnie powrócił do służby zagranicznej - był konsulem na Jersey, a następnie pełnił funkcję agenta konsularnego w Mannheim (1949–1954), po czym udał się na emeryturę i zamieszkał w Nicei.